# Smeđa mišjakinja
Smeđa mišjakinja (lat. Colius striatus) je najveća vrsta ptice iz porodice mišjakinja, dobro poznata kao i najudomaćenija.

## Opis
Duga je oko 35 centimetara, a rep joj najčešće zauzima oko polovicu tijela. Teška je prosječno 57 grama. Perje je blijede, mišje-smeđe boje na glavi i leđima (uključujući i istaknutu kukmu). Gornji dio kljuna je crn, a donji je pomalo ružičaste boje. Rijetka bjeloglava mišjakinja često se može pomješati s ovom pticom, ali razlike između njih ipak se mogu uočiti.
Smeđa mišjakinja nije baš najpoznatija po svom pjevu, ali baš kao i ptice pjevice, jako je glasna. Dok je u letu, može se čuti njezin crkutavi poziv tsu-tsu, ali i onaj kod uzbune tisk-tisk. 

## Rasprostranjenost
Rasprostranjena je od Kameruna do Eritreje i Etiopije, južno kroz istočnu Afriku, sve do juga Južnoafričke Republike. Većina staništa prikladna su za vrstu, osim prašuma i bezvodnih područja. Masovno je rasprostranjena u savanama i otvorenim šumovitim krajevima, kao i u staništima bujne vegetacije.

## Ekologija
Smeđa mišjakinja je frugivorna, to jest hrani se voćem, bobicama, lišćem, sjemenkama i nektarom. Izrazito je društvena ptica, hrani se zajedno s drugim jedinkama.

## Razmnožavanje
Kod ove ptice gniježdenje se može dogoditi u bilo kojem godišnjem dobu. Gnijezdo je neuredno, oblika šalice. Napravljeno je od biljnog ili životinjskog materijala te ispunjeno lišćem. Ponekad može uključivati i platno te papir. Dosta je veliko za ptice. U njegovu pravljenju sudjeluju i mužjak i ženka. Jaja su obično svjetlije boje. U gnijezdu se nalazi obično 3-4 jajeta, najviše sedam, koja inkubiraju oba spola 17-18 dana. Tek izlegnute ptice hrane roditelji, ali često oko toga imaju i pomagače, obično mlade ptice izlegnute tijekom prethodnog gniježdenja. Ptići prvi put ostavljaju gnijezdo obično nakon 17-18 dana od izlaska iz jajeta. Samostalno se počinju hraniti nakon nešto više od mjesec dana.